# Jolie Madame
Jolie Madame (in italiano Bella signora) è un profumo femminile dell'azienda di profumeria francese Parfums Pierre Balmain.

## Storia
Nel 1953 Pierre Balmain lanciò una nuova linea di prêt-à-porter, che la stampa soprannominò Jolie Madame, ed in breve tempo tutto lo stile di Belmain fu associato a quel nome. pertanto quando lo stilista lanciò il suo nuovo profumo fu naturale scegliere proprio quel nome Parlando di Jolie Madame, Pierre Balmain disse che "è un omaggio alle donne in tutto lo splendore del suo fascino, la sua esperienza, il suo appetito per la vita."
Per realizzare il profumo fu scelta la profumiera francese Germaine Cellier, che già aveva collaborato con Belmain per la realizzazione del celebre Vent Vert. La Cellier realizzò una fragranza legnosa e cipriata con le note di testa di artemisia, gardenia, neroli, coriandolo, le note di cuore di gelsomino, giunchiglia, giaggiolo, Tuberosa e le note di fondo patchouli, castoreo, cetiver e civet. La bottiglietta del profumo di fattura semplice e moderna fu realizzata dallo stesso Balmain.
Nel 1991 il profumo è stato riorchestrato con nuovi ingredienti, e rilanciato sul mercato con una nuova confezione.